# Coniocompsa arabica
Coniocompsa arabica is een insect uit de familie van de dwerggaasvliegen (Coniopterygidae), die tot de orde netvleugeligen (Neuroptera) behoort. 
De wetenschappelijke naam Coniocompsa arabica is voor het eerst geldig gepubliceerd door Sziráki in 1992.